# Automaton Transfusion
Automaton Transfusion è un film horror prodotto nel 2006 dagli Stati Uniti, diretto Steven C. Miller con un budget di 30.000$.

## Trama
Durante gli anni settanta, quanto l'America era preoccupata per quello che stava accadendo in Vietnam, l'esercito degli Stati Uniti stava sviluppando segretamente un siero per resuscitare e controllare i morti, allo scopo di utilizzarli come strumento di guerra al posto dei soldati. Gli esperimenti non vanno per il verso giusto, visto che i non morti non riescono a controllare la loro sete di sangue. 
Tempi moderni: l'esercito decide di riaprire il progetto a Grover City, scelta per la sua posizione remota. Gli esperimenti non vanno a finire per il verso giusto e gli zombie divorano gli scienziati. Gli zombie invadono così la città, dove si trova anche un gruppo di studenti che dovrà combattere per sopravvivere e trovare una cura.

## Accoglienza
Il film ha ricevuto molte recensioni negative e viene valutato 38% sul sito di recensioni cinematografiche Rotten Tomatoes.